# Halimede (Mond)
Halimede (auch Neptun IX) ist der zehntinnerste und innerste der äußeren retrograden irregulären Monde des Planeten Neptun. Er ist womöglich durch eine Kollision von Neptuns drittgrößtem Mond Nereid mit einem anderen Körper entstanden.

## Entdeckung und Benennung
Halimede wurde am 14. August 2002 durch ein Team bestehend aus Matthew J. Holman, John J. Kavelaars, Tommy Grav, Brett J. Gladman, Wesley C. Fraser, Dan Milisavljevic, Philip D. Nicholson, Joseph A. Burns, Valerio Carruba, Jean-Marc Petit, Philippe Rousselot, Oliver Mousis, Brian G. Marsden und Robert A. Jacobson auf Aufnahmen vom 14. August bis zum 4. September 2002 sowie vom 10. August 2001 zusammen mit Sao und Laomedeia entdeckt. Die Aufnahmen wurden durch das 4.0-Meter Blanco Teleskop am Cerro Tololo Inter-American Observatory in Chile sowie dem 3.6-Meter Canada-France-Hawaii Telescope in Hawaii angefertigt. Mehrere Aufnahmen wurden digital kombiniert, bis die Monde im Gegensatz zu den strichförmigen Sternen punktförmig erschienen. Die Entdeckung wurde am 13. Januar 2003 bekannt gegeben; der Mond erhielt zunächst die vorläufige Bezeichnung S/2002 N 1.
Am 3. Februar 2007 wurde der Mond dann nach Halimede (griechisch für „Meeresherrscherin“), einer der etwa 50 Nereiden aus der griechischen Mythologie benannt.

## Bahneigenschaften

Einordnung in die irregulären Monde

Halimede umkreist Neptun auf einer retrograden, sehr elliptischen Bahn zwischen 6.700.000 und 24.700.000 km Abstand zu dessen Zentrum (Große Bahnhalbachse 15.730.000). Die Bahnexzentrizität beträgt 0,571. Die Bahnneigung beträgt (gegenüber der Ekliptik) mit 134,1°.
Halimede umläuft Neptun in rund 1.879 Tagen beziehungsweise rund 5 Erdjahren, also länger, als die vier inneren Planeten und der Zwergplanet Ceres um die Sonne benötigen.

## Physikalische Eigenschaften
Halimede hat einen Durchmesser von geschätzten 60 km, beruhend auf dem für sie angenommenen Rückstrahlvermögen von 4 %. Die Oberfläche ist damit relativ dunkel.
Ihre Dichte wird auf 1,5 g/cm3 geschätzt. Damit dürfte der Mond zum überwiegenden Teil aus Wassereis zusammengesetzt sein; die Oberfläche von Halimede erscheint im sichtbaren Licht grau.
Zunächst wurde angenommen, dass der Mond ein eingefangener Asteroid ist. Da Halimede eine ähnliche Farbe wie Nereid aufweist (die sich jedoch möglicherweise aus dem Urnebel im Neptunsystem gebildet hat), und da die Kollisionswahrscheinlichkeit der beiden Körper in der Zeitspanne der Existenz des Sonnensystems mit 41 % angegeben wird, nehmen viele Wissenschaftler an, dass Halimede ein abgesprengtes Fragment von Nereid sein könnte. Bedingt durch die große Distanz zu Neptun und gravitative Störungen durch die Sonne und andere Faktoren könnte der Mond möglicherweise auch (wieder) in eine heliozentrische Umlaufbahn gelangen.

## Erforschung
Aufgrund der großen Distanz zu Neptun und der schwachen Helligkeit von 24,5 mag, die 1:4.760.000 gegenüber dem Zentralplaneten beträgt, wurde Halimede beim Vorbeiflug von Voyager 2 1989 nicht gefunden. Seit der Entdeckung 2002 konnte Halimede nur durch erdgebundene Teleskope beobachtet werden und dabei ihre Bahnelemente und ihre Helligkeit bestimmt werden.